# Michele Antonutti
Michele Antonutti, né le 19 février 1986, à Udine, en Italie, est un joueur italien de basket-ball. Il évolue au poste d'ailier.

## Palmarès
- EuroChallenge 2014